# Dimitris Tzanakopoulos
Dimitris Tzanakopoulos (griego: Δημήτρης Τζανακόπουλος; nacido el 5 de junio de 1982) es un  político y abogado griego. Es el ministro de Estado, y el Portavoz del Gobierno de la República Helénica. 

## Vida
Nació en Atenas en el año 1982. Su hermano mayor, Antonio Tzanakopoulos, es profesor asociado en la Universidad de Oxford, mientras que su hermana menor, María Tzanakopoulou, es investigadora docente de la University College de Londres. Tzanakopoulos se graduó en la Escuela de Derecho con una licenciatura en derecho y un máster en filosofía del derecho.

## Carrera política
Fue elegido secretario de la Organización Juvenil de SYRIZA en 2005. En 2012 fue nombrado asesor jurídico de la oficina parlamentaria de SYRIZA y en 2015 se convirtió en director general de la oficina del Primer Ministro Alexis Tsipras. Desde noviembre de 2016, es Ministro de Estado y Portavoz del Gobierno.